# Thelma Aldana
Thelma Aldana (sinh ngày 27 tháng 9 năm 1955) là một thẩm phán ở Guatemala. Tổng thống phải từ chức sau khi điều tra. Vào năm 2016, cô được trao giải thưởng Giải quốc tế cho Phụ nữ dũng cảm.

## Cuộc sống
Aldana sinh tại Gualán năm 1955. Bà trở thành thẩm phán tại Tòa án Tối cao vào năm 2009. Bà được bầu làm chủ tịch Tòa án Tối cao từ 2011-2011. Vào năm 2013, bà thay thế Claudia Paz y Paz làm tổng chưởng lý của Guatemala. Aldana tốt nghiệp Đại học San Carlos ở Guatemala. Bà có bằng Thạc sĩ về Luật Dân sự và Thủ tục.

### Tòa án chống bạo lực đối với phụ nữ
Vào năm 2011, khi bà là chủ tịch của Tòa án Tối cao, Aldana đã khởi sự các tòa án đặc biệt ở Guatemala cho các trường hợp mắc bệnh. Giết chết phụ nữ, và bạo lực đối với phụ nữ trở thành tội ác ở Guatemala. Mười một quận có các tòa án đặc biệt. Thẩm phán và cảnh sát được huấn luyện tội phạm giới tính đặc biệt. Mỗi năm có 56.000 báo cáo về bạo lực đối với phụ nữ.

### Chống tham nhũng
Năm 2015, Aldana dẫn đầu một cuộc điều tra về tham nhũng của chính phủ. Kết quả là, tổng thống Guatemala đã từ chức..

## Giải thưởng
Vào năm 2015, Aldana đã giành giải thưởng Jaime Brunet Prize về Thúc đẩy Nhân quyền từ Đại học Công lập Navarra. giải thưởng dành cho công việc của bà đối với quyền phụ nữ, chống lại bạo lực giới, và quyền lợi của người dân bản địa, cũng như chống tham nhũng chính trị. Giải thưởng có tổng giá trị là 36.000 euro.
Năm 2016, bà được Bộ trưởng Ngoại giao Hoa Kỳ công nhận Giải quốc tế cho Phụ nữ dũng cảm.